# Grèves de Limoges de 1905
 (mars 2018).

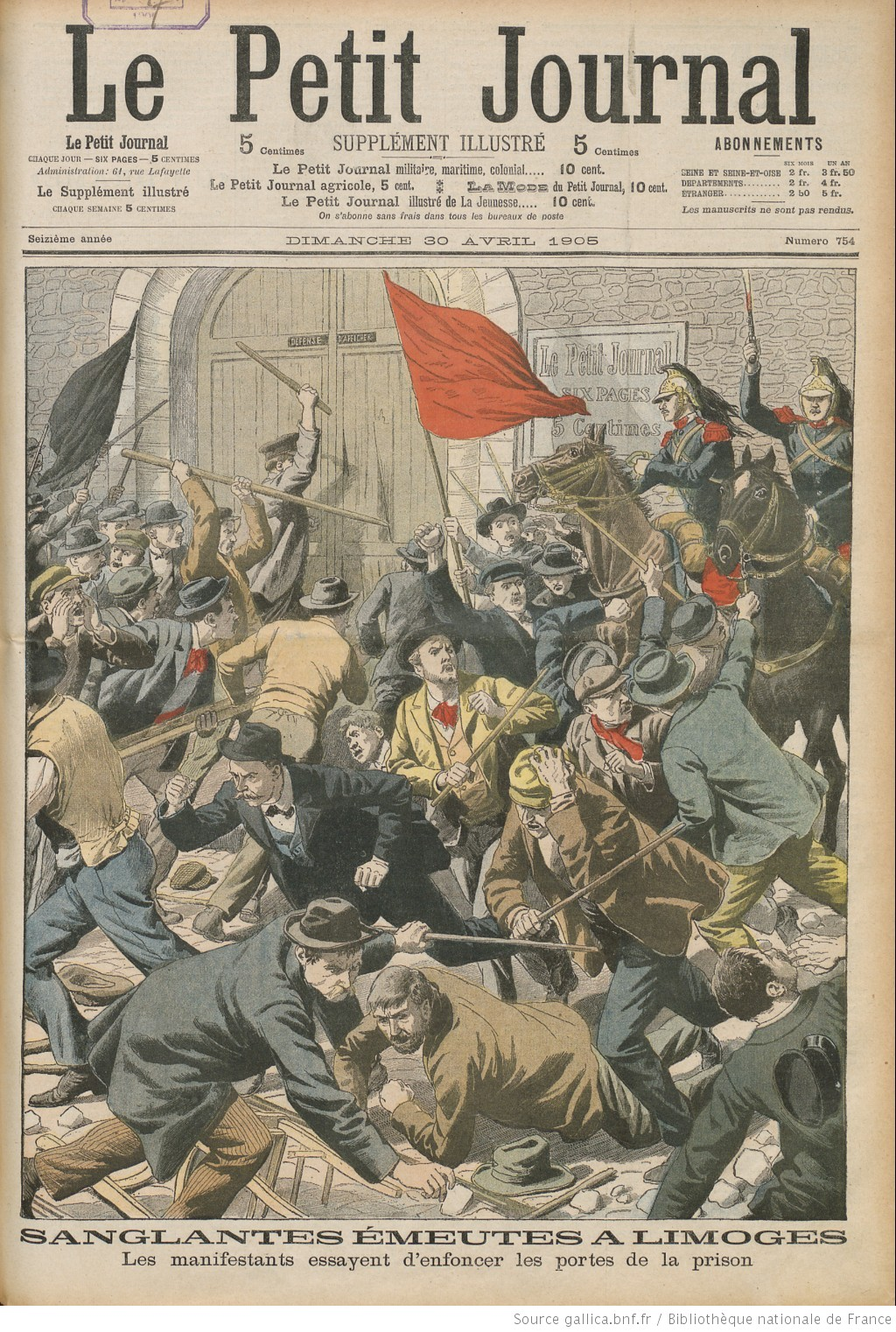
Sanglantes émeutes à Limoges, telles qu’imaginées par le supplément illustré du Petit Journal du 30 avril 1905 : drapeaux rouge et noir et charge des chasseurs à cheval.

Le terme de grèves ouvrières de 1905 renvoie aux grèves et manifestations des ouvriers de Limoges, principalement les porcelainiers, qui eurent lieu entre février et mai 1905. Ces événements eurent un retentissement national.

## Causes
Les manifestants réclament d'abord le renvoi de contremaitres, les revendications salariales viennent ensuite.
Dans la porcelaine, les ouvriers réclament le renvoi du contremaître Penaud – souvent qualifié aussi de directeur – âgé de la cinquantaine et employé depuis douze ans dans la fabrique Charles Haviland qui est décrit comme exerçant un « droit de cuissage », en réalité des harcèlements sexuels.

## Chronologie
Protestant contre les bas salaires et les contremaîtres, les ouvriers de la chaussure et du feutre sont les premiers à se mettre en grève.
En mars 1905, l'arrivée d'un nouveau général à la tête de la division de Limoges est mal perçue, et les ouvrières de Haviland (porcelaine) rejoignent le mouvement en solidarité avec leurs camarades renvoyés.
Les grèves se généralisent en avril à l'imprimerie. 

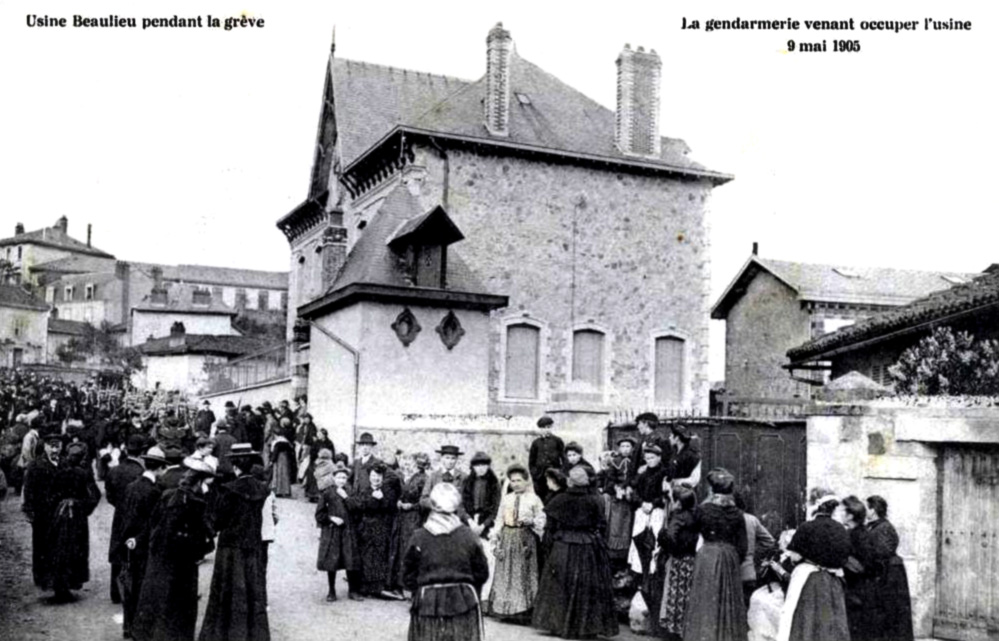
Des grèves ouvrières très dures éclatent en 1905, ce sera la révolte des porcelainiers. Le parti socialiste et les syndicats ouvriers font le plein d'adhésions.

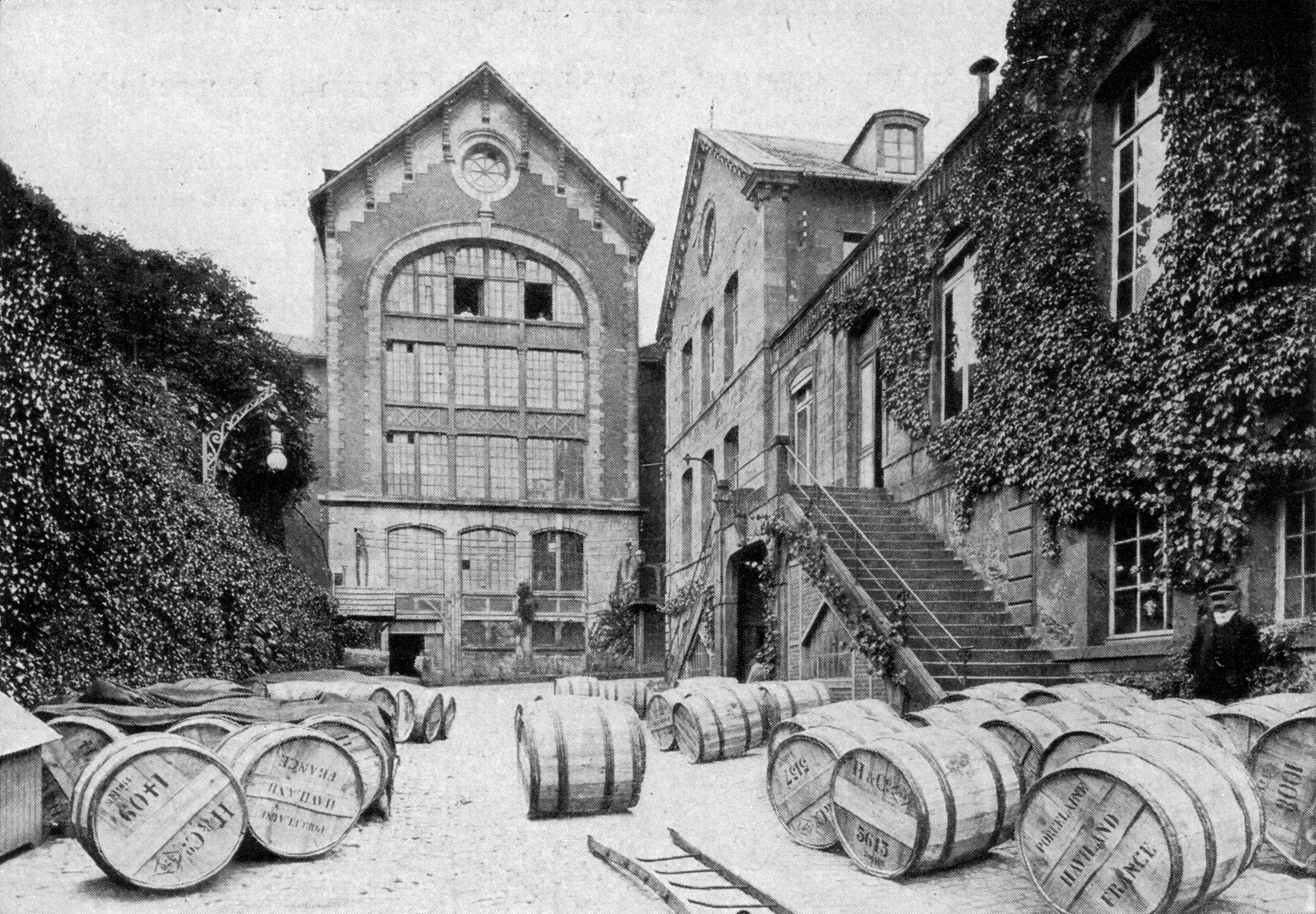
Usine de porcelaine Haviland au début du siècle : les barils de porcelaine sont prêts à l'expédition vers les États-Unis.

Plus tard la grève s'étend à chacune des deux usines Haviland (Charles Haviland, avenue Garibaldi, et Théodore Haviland, place des Tabacs). Le drapeau rouge est hissé sur le toit de la seconde, en réponse au patron qui, d'origine américaine, avait hissé le drapeau des États-Unis. 
Le président du Conseil Maurice Rouvier demande que les échanges entre ouvriers et patrons aboutissent. Les pourparlers sont repoussés. Le lock-out est engagé et les porcelainiers mis à la porte le 13 avril.
L'armée intervient le 14 avril. Une bagarre éclate, des barricades sont dressées dans l'un des faubourgs populaires (ancienne route d'Aixe). On déplore un cheval tué, la jument Estacade, dont le corps devient le centre d'une nouvelle barricade. 
Des renforts militaires sont envoyés. Tout attroupement est prohibé par la préfecture, des armureries sont pillées. Une bombe explose devant la maison du directeur de l'une des usines Haviland, l'automobile (rare à l'époque) de Théodore Haviland est incendiée. Des arrestations interviennent.
Le 17 avril, un cortège formé après un meeting de la CGT se rend à la préfecture demander la libération des personnes arrêtées. Sur le refus du préfet, la foule se rend à la mairie demander l'intervention du maire, Émile Labussière (socialiste). Celui-ci tente une démarche qui échoue. Les manifestants gagnent alors la prison départementale (place du Champ-de-Foire) et en défoncent l'entrée. Une troupe de cavaliers (dragons) est dépêchée aux ordres du général Marie Charles Justin Tournier,. S'ensuit un violent affrontement. L'infanterie est envoyée au secours des cavaliers empêchés d'agir ; les émeutiers se réfugient dans le Jardin d'Orsay, qui domine la place, mais est occupé par des badauds. Sous le jet de projectiles divers (et selon certaines sources, non avérées, après avoir subi des coups de feu), la troupe ouvre le feu et prend le jardin d'assaut. On déplore plusieurs blessés et un mort, du nom de Camille Vardelle (19 ans), ouvrier porcelainier qui se serait trouvé là comme spectateur. Son cousin est Marcel Vardelle député socialiste de Haute-Vienne puis conseiller municipal et adjoint au maire de Limoges sous le mandat de Léon Betoulle
Les funérailles au Cimetière de Louyat du jeune Vardelle sont suivies, deux jours plus tard, par des dizaines de milliers de personnes. Les festivités du 14 juillet sont cette année-là annulées.
Le 21 avril 1905, le travail reprend dans la porcelaine après la fin des négociations, mais les salariés n'ont pas obtenu satisfaction sur leurs principales revendications. Le cas du contremaître Penaud, qui devra s’exiler à Angoulême durant le conflit, sera la seule victoire obtenue par les grévistes : son patron Théodore Haviland acceptera finalement le 21 avril qu’il ne travaille plus à Limoges. Le mouvement se poursuit dans d'autres secteurs, principalement à la couperie de poils de lapin Beaulieu, rue d'Auzette. Les grévistes bloquent l'usine et la maison du patron. Le siège est finalement levé.

## Conséquences
L'évènement de Limoges est relaté dans les grands quotidiens français et étrangers, donnant à Limoges son surnom de ville rouge. Il est, en fait, une étape du combat des femmes pour préserver leur dignité.
Dans les décennies qui suivent, la ville acquiert une image en partie liée à ces évènements historiques. Ainsi, peu de temps après, un dessin portant la légende « Faites-nous peur, Monsieur Jaurès, parlez-nous de Limoges ! », paraît dans L'Assiette au beurre.